# Highland Lake (Nova Jersey)
Highland Lake és una població dels Estats Units a l'estat de Nova Jersey. Segons el cens del 2000 tenia 5.051 habitants.

## Demografia
Segons el cens del 2000, Highland Lake tenia 5.051 habitants, 1.794 habitatges, i 1.375 famílies. La densitat de població era de 386,9 habitants/km².
Dels 1.794 habitatges en un 42,8% hi vivien nens de menys de 18 anys, en un 65,7% hi vivien parelles casades, en un 7,9% dones solteres, i en un 23,3% no eren unitats familiars. En el 18,1% dels habitatges hi vivien persones soles el 5% de les quals corresponia a persones de 65 anys o més que vivien soles. El nombre mitjà de persones vivint en cada habitatge era de 2,82 i el nombre mitjà de persones que vivien en cada família era de 3,24.
Per edats la població es repartia de la següent manera: un 29,4% tenia menys de 18 anys, un 6,2% entre 18 i 24, un 34,3% entre 25 i 44, un 22% de 45 a 60 i un 8,1% 65 anys o més.
L'edat mediana era de 36 anys. Per cada 100 dones de 18 o més anys hi havia 97,9 homes.
La renda mediana per habitatge era de 77.968 $ i la renda mediana per família de 87.313 $. Els homes tenien una renda mediana de 58.395 $ mentre que les dones 39.968 $. La renda per capita de la població era de 27.445 $. Aproximadament el 2,6% de les famílies i el 3,5% de la població estaven per davall del llindar de pobresa.

## Poblacions més properes
El següent diagrama mostra les poblacions més properes.